# Strategus mormon
Strategus mormon är en skalbaggsart som beskrevs av Hermann Burmeister 1847. Strategus mormon ingår i släktet Strategus och familjen Dynastidae. Inga underarter finns listade i Catalogue of Life.